# 가는나방상과
가는나방상과(Gracillarioidea)는 나비목에 속하는 이문류 나방 상과이다. 주로 4개 과로 분류하고 있다. 일반적으로 애벌레처럼 식물 조직에 구멍에 내는 작은 나방 종이다. 전 세계적으로 분포하며 약 113속이 기록되어 있다. 가장 흔하게 만나는 종은 가는나방과에 속하는 잎에 구멍을 내는 나방 종들이다.

## 분류
- 빛날개좀나방과 (Roeslerstammiidae)
- Douglasiidae
- 선굴나방과 (Bucculatricidae)
- 가는나방과 (Gracillariidae)